# Pedicia vetusta
Pedicia vetusta är en tvåvingeart som först beskrevs av Alexander 1913.  Pedicia vetusta ingår i släktet Pedicia och familjen hårögonharkrankar. Inga underarter finns listade i Catalogue of Life.